# Skuggornas bok
Skuggornas bok (engelska The Book of Shadows), ofta bara kallad för Boken, är en fiktiv bok om trolldom från TV-serien Förhäxad. Boken skapades av Melinda Warren (den första häxan i familjen) och gavs sedan till hennes ättlingar. Boken innehåller trollformler, besvärjelser, trolldrycker och information om de onda väsen som deras förfäder en gång handskats med.
De tre nu levande systrarna i serien vet inte att de är häxor förrän yngsta systern Phoebe hittar boken på vinden, vid midnatt, vid fullmåne, och läser en besvärjelse högt, som ger dem deras krafter.
Skuggornas bok är förtrollad. Den kan skydda sig från alla onda varelser som rör vid den eller på andra sätter försöker komma över den.